# Acmaeodera quadriseriata
Acmaeodera quadriseriata är en skalbaggsart som beskrevs av Henry Clinton Fall 1899. Acmaeodera quadriseriata ingår i släktet Acmaeodera och familjen praktbaggar. Inga underarter finns listade i Catalogue of Life.